# Marit Bjørgen
Marit Bjørgen (Trondheim, 1980. március 21. –) nyolcszoros olimpiai bajnok, tizennyolcszoros világbajnok norvég sífutó, a téli olimpiák történetének legtöbb érmét szerző sportolója.

## További információ
- Az ESPN oldalán
- Az archive.org oldalán